# Expédition d'Abu Ubaidah ibn al Jarrah
Expédition de Abu Ubaidah ibn al Jarrah, connue aussi comme l’Expédition de Fish et l’Invasion de al-Khabt, se déroula en octobre 629 AD, 8AH, 7e mois, du Calendrier Islamique, ou selon certains érudits en 7AH, 4e  Mois,.